# DDR SDRAM

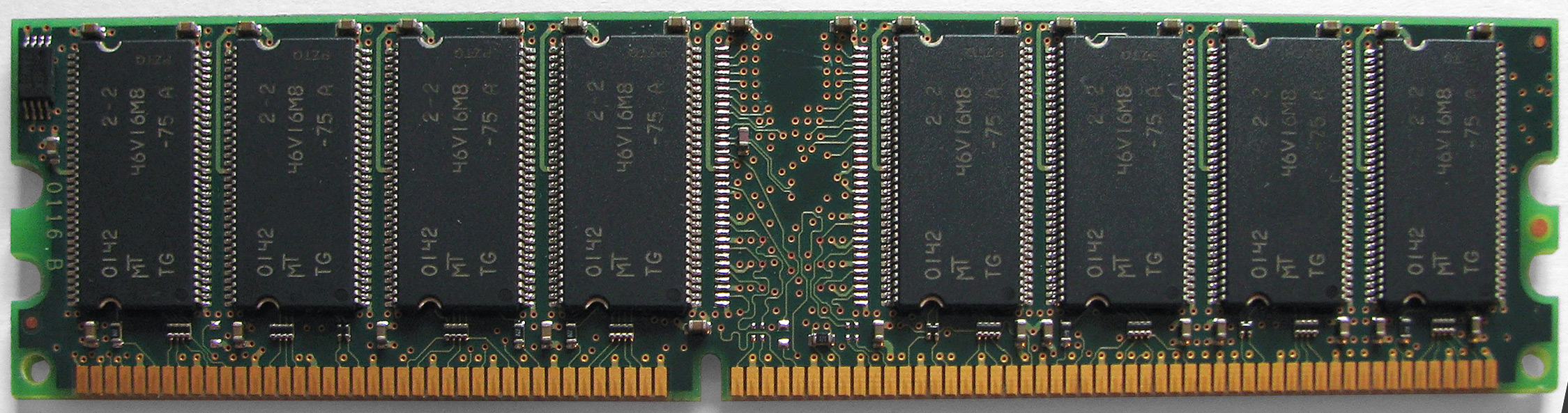
DDR modul

DDR SDRAM (anglicky double data rate synchronous dynamic random access memory) byl typ pamětí používaný ve stolních počítačích, který byl standardizován organizací JEDEC v roce 2000. Dosahoval vyššího výkonu než předchozí typ SDRAM, protože k přenosu dat docházelo při každé změně hodinového signálu (při jeho nástupné i sestupné hraně, tj. zmíněné DDR). Tato změna zvyšuje efektivní výkon dvojnásobně bez nutnosti zvyšovat frekvenci paměťové sběrnice. DDR paměti na 100 MHz jsou až stejně rychlé jako SDR paměti na 200 MHz (menší než dvojnásobná rychlost může být způsobena více čekacími stavy, tzv. CAS latence).
S pokračujícím vývojem byly vyvinuty další typy, označované jako DDR2, DDR3, DDR4, DDR5, GDDR3, GDDR4, GDDR5. Původní DDR SDRAM se proto někdy retrospektivně označuje jako DDR1. Paměti typu DDRx jsou nejčastěji používány jako operační paměť osobních počítačů. Typy GDDRx (G z anglického slova "Graphics") jsou naopak používány jako paměť pro grafické karty.

## Specifikace
Podle specifikace JEDEC jsou paměti DDR napájeny napětím 2,5 V nebo 2,6 V. Někteří výrobci dodávají na trh pro náročnější zákazníky paměťové moduly testované a schopné pracovat na větším napětí - pro lepší přetaktování a stabilitu nebo naopak nižším napětí pro nižší spotřebu. Podle standardu JEDEC jsou definovány ještě paměti DDR pracující na napětí 3.3 V, v praxi se však nepoužívají. Na napětí 3.3 V pracovaly starší paměti SDR.
Paměťové moduly DDR mají 184 pinů a zámek, který zaručuje správnou instalaci do paměťového slotu na základní desce. Tyto moduly nejsou kompatibilní se staršími sloty pro SDRAM (mají pouze 168 pinů), ani s novějšími sloty pro DDR2 (240 pinů).
Paměti DDR na rozdíl od SDR obsahují obvod DLL (delay locked loop) optimalizující signály na sběrnici. Tento obvod má určitý rozsah pracovních frekvencí a při jeho překročení není zaručena funkčnost pamětí.

## Druhy DDR
| Standardní označení | Takt paměti | Doba cyklu | I/O takt sběrnice | Počet operací za sekundu | Časování | JEDEC standardní VDDQ napětí | Označení modulu | Propustnost |
| DDR-200             | 100 MHz     | 10 ns      | 100 MHz           | 200 milionů              | CL2-2.5  | 2,5 V +/- 0,2 V              | PC-1600         | 1,6 GB/s    |
| DDR-266             | 133 MHz     | 7,5 ns     | 133 MHz           | 266 milionů              | CL2-2.5  | 2,5 V +/- 0,2 V              | PC-2100         | 2,1 GB/s    |
| DDR-300             | 150 MHz     | 6,67 ns    | 150 MHz           | 300 milionů              |          | 2,5 V +/- 0,2 V              | PC-2400         | 2,4 GB/s    |
| DDR-333             | 166 MHz     | 6 ns       | 166 MHz           | 333 milionů              | CL2-3    | 2,5 V +/- 0,2 V              | PC-2700         | 2,7 GB/s    |
| DDR-400             | 200 MHz     | 5 ns       | 200 MHz           | 400 milionů              | CL1.5-3  | 2,6 V +/- 0,1 V              | PC-3200         | 3,2 GB/s    |
| DDR-433             | 217 MHz     | 4,6 ns     | 217 MHz           | 433 milionů              | CL2-3    | 2,6 V +/- 0,1 V              | PC-3500         | 3,5 GB/s    |
| DDR-466             | 233 MHz     | 4,3 ns     | 233 MHz           | 466 milionů              | CL2-3    | 2,6 V +/- 0,1 V              | PC-3700         | 3,7 GB/s    |
| DDR-500             | 250 MHz     | 4 ns       | 250 MHz           | 500 milionů              | CL2.5-3  | 2,6 V +/- 0,1 V              | PC-4000         | 4 GB/s      |
| DDR-533             | 266 MHz     | 3,8 ns     | 266 MHz           | 533 milionů              | CL2.5-3  | 2,7 V +/- 0,1 V              | PC-4200         | 4,2 GB/s    |
| DDR-566             | 283 MHz     | 3,5 ns     | 283 MHz           | 566 milionů              | CL2.5-3  | 2,8 V +/- 0,1 V              | PC-4500         | 4,5 GB/s    |
| DDR-600             | 300 MHz     | 3,3 ns     | 300 MHz           | 600 milionů              | CL2.5-3  | 2,8÷2,9 V +/- 0,1 V          | PC-4800         | 4,8 GB/s    |
| DDR-700             | 350 MHz     | 2,86 ns    | 350 MHz           | 700 milionů              | CL3      | 2,85 V +/- 0,05 V            | PC-5600         | 5,6 GB/s    |

Paměti DDR-400 většinou potřebují zvýšené napětí kolem 2,6V, jinak poběží na nižší rychlost.
Paměti DDR-300 a DDR-433 až DDR-700 nejsou standard JEDEC, tučně uvedené napětí je pouze orientační.
Označení podle CAS latence:
- CL1.5 (nejrychlejší)
- CL2
- CL2.5
- CL3 (nejpomalejší)

Podle počtu stran:
- Jednostranné
- Oboustranné

Podle určení (desktop / notebook):
- Klasické DDR
- Mobilní DDR (MDDR)

Frekvenci pamětí a latenci lze libovolně kombinovat. Obecně platí, že paměti s vyšší rychlostí mají obvykle také vyšší latenci. Maximální frekvence a minimální latence dávají nejrychlejší kombinaci.
V uvedené tabulce se propustností myslí maximální teoretická rychlost pamětí. Tato rychlost je v praxi o něco nižší, v závislosti na různých faktorech. Těmito faktory jsou například časování pamětí a latence paměti, nebo řadič paměti v PC.
V době po uvedení na trh byly k dispozici pouze pomalejší verze PC-1600 a PC-2100. Se zlepšováním technologie postupně rostla i rychlost pamětí, v současnosti je nejrychlejší verze PC4800, i když ta už zůstala mnohými chipsety nevyužitá. Standardní rychlostí se stal PC3200 (400 MHz).
Mobilní verze pamětí DDR se vyznačuje zejména jiným vyvedením paměťových modulů (200 pinový SO-DIMM) a sníženým napájením 1,8 V pro nižší spotřebu. Někteří výrobci nabízejí v provedení SO-DIMM také klasické 2,5 V moduly. Tyto mají nižší cenu, ale zároveň vyšší spotřebu než nízkonapěťové moduly. Kromě sníženého napájení obsahuje mobilní verze MDDR oproti klasické DDR některá další vylepšení pro mobilní použití.